# Gaylord (Minnesota)
Gaylord é uma cidade localizada no estado americano de Minnesota, no Condado de Sibley.

## Demografia
Segundo o censo americano de 2000, a sua população era de 2279 habitantes.
Em 2006, foi estimada uma população de 2154, um decréscimo de 125 (-5.5%).

## Geografia
De acordo com o United States Census Bureau tem uma área de
4,1 km², dos quais 4,1 km² cobertos por terra e 0,0 km² cobertos por água. Gaylord localiza-se a aproximadamente 301 m acima do nível do mar.

## Localidades na vizinhança
O diagrama seguinte representa as localidades num raio de 24 km ao redor de Gaylord.